# Райкова, Илария Алексеевна
Илария Алексеевна Райкова (17 (30) сентября 1896 года, Ура-Тюбе Ходжентский уезд, Российская империя — 24 октября 1981, Ташкент Узбекская ССР, СССР) — российский, советский узбекский, таджикский учёный, биолог, географ, путешественник, один из крупных ученых в области ботаники, педагог, исследователь-практик, доктор биологических наук (1944), профессор Средне-азиатского государственного университета (САГУ) (1945), Заслуженный деятель науки Узбекской ССР (1945), член-корреспондент АН Узбекской ССР (1956), почётный член Русского Ботанического общества и Русского географического общества (1970).

## Биография
Илария Алексеевна Райкова родилась 17 сентября 1896 года в древнем городе ремесленников Ура-Тюбе Ходжентского уезда Самаркандской области Туркестанского генерал-губернаторства Российской империи (ныне Республика Таджикистан) в семье военного священника А. Райкова. В 9 лет Илария Алексеевна лишилась матери, а в 13 лет — отца.
В 1913 году окончила Самаркандскую женскую гимназию с золотой медалью, затем в 1914 году поступила на Санкт-Петербургские Высшие женские (Бестужевские) курсы и в 1919 году окончила биологическое отделение физико-математического факультета 2-го Петроградского университета (бывшие Высшие женские курсы) по специальности «Ботаника». За время учёбы участвовала (зарабатывая на жизнь) в сборе и изучения растительности Аулие-Атинского уезда Сырдарьинской области Российской империи, (Средняя Азия) (1915—1916) и в Ямбургском и Старорусском уездах Петроградской губернии при Советской власти (1918—1919). После учёбы вскоре её оставляют там же для подготовки к профессорскому званию при кафедре ботаники.
С 1919 по 1920 годы одновременно работала научной сотрудницей Ботанического музея Главного ботанического сада РСФСР (была избрана научным сотрудником 1-го разряда Ботанического института Российской академии наук).

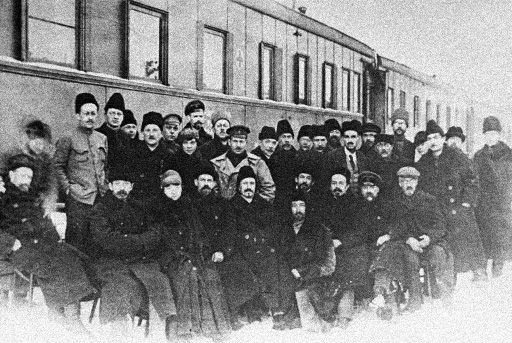
Эти учёные решились способствовать распространению просвещения в Туркестане. 19.02.1920

В 1920 г. в Москве была избрана преподавателем ботаники и включена в организационную группу Туркестанского университета (ТуркГУ) в Ташкенте: 

В конце января 1920 г. по распоряжению Совнаркома РСФСР Главное санитарное управление в порядке чрезвычайной меры предоставило ТуркГУ санитарный поезд № 159 (снятый с южного фронта). Ночью 19 февраля 1920 года с Брянского вокзала Москвы отбыл в Ташкент первый университетский эшелон с преподавателями, их семьями, оборудованием и частью университетской библиотеки. Многие российские ученые — профессора, преподаватели и ассистенты, выехавшие в Ташкент, такие как: И. П. Рождественский, П. П. Ситковский, М. А. Захарченко, Е. М. Шляхтин, В. В. Васильевский, И. И. Маркелов, Г. А. Ильин, <…> М. Г. Попов, И. А. Райкова, А. И. Носалевич, Х. Ф. Кетов, Д. А. Морозов, А. Э. Шмидт и др. Эти ученые решились <…> чтобы способствовать распространению просвещения и науки в Туркестане. Они основали там свои научные школы и воспитали многих специалистов, ставших потом известными учеными, как в Узбекистане, так и за его пределами. Но для начала надо было подготовить студентов, в том числе из местного населения, для чего создали рабфак, вечерние курсы, на которых обучали русскому языку.— 
Таким образом, в Ташкент И. А. Райкова приехала по ленинскому декрету о создании университета в Средней Азии, участвовала в организации Туркестанского университета (1920). Преподаватель кабинета цитологии и биологии споровых растений на кафедре ботаники (1920—1925), завуч биологического отделения педагогического факультета ТуркГУ (1922—1923), секретарь Ботанического института САГУ, секретарь ученого совета Ботанического сада САГУ (1922—1930): «Она является одним из организаторов вузовского образования в Средней Азии, много сделала для развития биологических и сельскохозяйственных научно-исследовательских учреждений и кафедр высших учебных заведений Средней Азии. Ученики И. А. Райковой успешно работают в высших заведениях, научно-исследовательских институтах республик Средней Азии и других районах нашей Родины. Она подготовила 2 докторов и 20 кандидатов наук».
В 1923 впервые побывала на Памире в составе экспедиции Туркестанского отдела Русского географического общества (РГО) и с тех пор стала одним из главных памироведов страны, её жизнь была связана с Ташкентским университетом: 

Только в 1923 г. на Памир пришла первая советская географическая экспедиция под руководством Н. Л. Корженевского. В экспедиции, занимавшейся вопросами орографии, гляциологии и озероведения, приняли участие геолог И. И. Бездека, топограф С. А. Полозов и ботаник И. А. Райкова, посвятившая потом всю свою жизнь ботаническому изучению и растениеводческому освоению Памира.
Экспедиция обследовала многие районы Восточного Памира и посетила трудно доступный район Сарезского озера. <…> к этому времени Памир был изучен крайне неравномерно: если территории, прилегающие к главным путям сообщения были обследованы сравнительно хорошо, то основная часть горных территорий, особенно в центральной части Восточного Памира и на Западном Памире, представляла собой в географическом отношении иногда буквально «белое пятно».<…> В распоряжении советских исследователей Памира были топографические планшеты в масштабе 1:420000, составленные топографической службой Туркестанского военного округа царской армии.<…> Общая ненадежность этих карт вызывала значительные затруднения в процессе повседневной экспедиционной работы. Кроме того, движение первых экспедиций затруднялось налетами басмаческих банд, <…> которых поддерживали англичане. Поэтому первые советские экспедиции на Памир являлись предприятиями поистине героическими.— 
В 1927 г. участвовала в двух экспедициях по-Восточному (Геологического комитета) и Западному Памиру — Дарвазской экспедиции САГУ, через год вошла в состав экспедиции Всесоюзного института растениеводства (ВИР) по изучению культурных сортов винограда (1928—1929), в 1933 году была зам начальника Памирской комплексной экспедиции САГУ по сельскохозяйственному освоению Памира (в апреле 1934 г. СНК ТаджССР специальным постановлением официально оформил организацию Памирской экспедиции САГУ и обеспечил субсидирование ее работ), участвовала в проведение первых выставок сельскохозяйственной продукции в Горно-Бадахшанской автономной области (1933—1936).
Была одним из организаторов Памирской биологической станции в Чечекты на высоте 3860 м над уровнем моря на Восточном Памире в 25 км от районного центра Мургаб, ГБАО (1936) — старший научный сотрудник, зам. директора (1937—1940), директор Памирской биологической станции Таджикского филиала АН СССР (1940—1942) — куда она выезжала каждое лето до 1965 года и руководителем многих экспедиций по Средней Азии, в том числе принимала участие в Аральской научно-промысловой экспедиции треста «Главрыба» (1920—1921).
 В течение почти 50 лет И. А. Райкова ежегодно принимала участие в экспедициях по Средней Азии. Также она приняла участие в Монгольской экспедиции по вопросам пастбищного хозяйства, организованной в 1950 г. Если педагогическая деятельность И. А. Райковой в основном была связана с Ташкентом, то научная — в основном с Памиром, где она проработала 40 летних периодов. За памирские экспедиции 1923 года И. А. Райкова в 1925 г. была награждена серебряной медалью государственного Русского географического общества.
Преподаватель кафедры морфологии и биологии растений (1925—1930), доцент (1930—1933), исполняющая обязанности профессора (1933—1945), заведующая кафедрой «морфологии и систематики низших растений» (1938—1943).
С 1944 года И. А. Райкова работала заведующей кафедрой «Дарвинизма, генетики и экспериментальной морфологии» Среднеазиатского государственного университета (САГУ).
На памирских материалах изучала проблему рационального использования природы и улучшения естественной кормовой базы высокогорного животноводства, уделяла много внимания вопросам истории и географии растительного покрова Памира. Её основные научные работы посвящены изучению растительности Памира, ею были изучены растения отдельных горных районов (Западного и Восточного Памира) для его использования в сельском хозяйстве, «будучи ботаником широкого профиля, организовала и руководила исследованиями по ботанической географии и систематике (является автором ботанических таксонов List IPNI=8102 International Plant Names Index Inf. Source: Letter from A. Hansen 6 Dec. 1989), интродукции и селекции, цитологии и генетике, фитомелиорации и залужению» и изучению развития хлопчатника: 

«И. А. Райкова, являясь профессором САГУ и ТашГУ, свои работы на Памире в основном проводила летом. Но и за это время она сумела сделать много и больше, чем другие. Из 82 работ, опубликованных И. А. Райковой, 49 посвящены результатам исследований Памира. За внедрение достижений научно-исследовательских работ в производство в 1955 г. Илария Алексеевна Райкова удостоена бронзовой медали ВСХВ»— Х. Ю. Юсуфбеков

И. А. Райкова на протяжении всей своей научной деятельности сотрудничала со многими видными исследователями Советского Союза в Средней Азии: П. А. Барановым, Е. П. Коровиным, М. Г. Поповым, Д. Н. Кашкаровым, М. М. Советкиной, Ф. Н. Русановым, А. Л. Бродским, Н. Л. Корженевским, Д. Н. Наливкиным, Р. И. Аболиным, О. В. Заленским и др.
 Начинала она свои Памирские растениеводческие опыты при самом доброжелательном и заинтересованном участии академика Н. И. Вавилова.

 Многие её начинания на Памирской биостанции потом переросли в целые научные направления исследований — опубликованы в десятках статей и солидных монографий последующих исследователей Памира: В. М. Свешникова, А. П. Стешенко, Х. Ю. Юсуфбеков и несомненно её влияние на К. В. Станюковича, С. С. Иконникова, Ф. Г. Нигматуллина и др..
Ушла из жизни 24 октября 1981 года, в возрасте восьмидесяти пяти лет, покоится на кладбище № 1 по ул. С. П. Боткина в г. Ташкенте, Республика Узбекистан.

## Член научных советов, обществ, редколлегий научных журналов и участие в международных конгрессах, конференциях и выставок
- член Ташкентского отделения Русского ботанического общества (1921)[2],
- член Туркестанского отдела Русского географического общества (1921)[2],
- ответственный секретарь издательства Среднеазиатского государственного университета (1923—1932)[2],
- секретарь и член правления Среднеазиатского отделения Русского географического общества и редактор его «Известий» (1925—1929)[2],
- участвовала и выступала c докладом на Памирской конференции (организовал Биологический институт САГУ) в Ташкенте (декабрь 1934)[2],
- участвовала и выступала c докладом на Конференции по сельскохозяйственному освоению Памира и выставок экспонатов Памирской экспедиции САГУ (состоялась по решению СНК ТаджССР от 10 октября 1935 г.) в Ленинграде при АН СССР и в Москве, в Доме ученых (23—29 января 1936)[2],
- участие в организации первой сельскохозяйственной выставки в Мургабе (Восточный Памир) и третьей сельскохозяйственной выставки в Хороге в Горно-Бадахшанской автономной области (1936)[2],
- организатор выставок достижений Памирской биологической станции на республиканской сельскохозяйственной выставки в Душанбе и на Первом съезде женщин-научных работников Узбекистана в Ташкенте (1937)[2],
- участвовала c докладом в работе XI Международного ботанического конгресса в г. Сиэтле, штат Вашингтон, США (1969)[1],
- член Всесоюзного общества генетиков и селекционеров имени Н. И. Вавилова (1969)[2],
- участвовала в работе XII Международного ботанического конгресса в Ленинграде, СССР (1975)[1],
- Почетный член Всесоюзного ботанического общества и член его Совета (1963)[1][6],
- Почетный член Всесоюзного географического общества (1970)[1][6],
- Председатель Узбекистанского отделения Всесоюзного ботанического общества (1959)[1],
- член УМС Министерства просвещения Узбекской ССР[1],
- председатель Учёного совета по присуждению ученых степеней при биолого-почвенном факультете ТашГУ[1],
- член Совета ботанических садов Средней Азии[1],
- член проблемных Советов при АН Узбекской ССР[1],
- член редакционно-издательской коллегии университета ТуркГУ (1923)[1][2][3][6][7][8][9].

## Награды и звания
- Орден Ленина (1957, 1981),
- Орден Октябрьской Революции (1971),
- Два Ордена Трудового Красного Знамени (1946, 1967),
- Два Ордена «Знак Почёта» — награждена Правительством Таджикской ССР (1944, 1957)[1][2],
- Орден Дружбы народов «За большие заслуги перед Советской наукой, за плодотворную научно-педагогическкую и общественную деятельность и в связи с 80-летием со дня рождения» (1976)[1],
- Медаль «За доблестный труд в Великой Отечественной войне 1941—1945 гг.» (1945)[2],
- Медалью «За трудовую доблесть» (1954),
- Медаль «В ознаменование 100-летия со дня рождения Владимира Ильича Ленина» (1970)[1],
- Серебряная медаль Русского Географического общества) (1925)[1][6],
- Бронзовая медаль ВДНХ (1955)[1][6],
- Заслуженный деятель науки Узбекской ССР (1945)[1][6],
- Десять Почетных грамот Президиума Верховного Совета Таджикской ССР[1],
- Почетная грамота Президиума АН Таджикской ССР[1],
- Почетная грамота Президиума Таджиксовпрофа[1][2][3][7][8][9][6].

## Память
- Именем Иларии Алексеевной Райковой назван пик на юго-восточной части хребта Музкол на Памире, на территории Таджикистана, В Ташкенте на могиле Иларии Алексеевной Райковой установлен надгробный памятник-стела из природного мрамора. Место захоронения: Кладбище № 1 по ул. С. П. Боткина, Коммунистический участок, карта № 3 (кладбище европейское, функционирует с 1870 гг. с православным храмом Святого Благоверного Александра Невского).
- На фасаде Дома специалистов на Улице 9 Января в Ташкенте, установлена мемориальная доска в память Иларии Алексеевной Райковой. Ташкентский Дом на набережной: «В этом доме с 1936 по 1981 годы жила и работала Заслуженный деятель науки Узбекистана, член корреспондент АН Уз. ССР. Один из организаторов ТашГУ им. Ленина, профессор Райкова Илария Алексеевна».
- Именем Райковой названы средняя школа и улица в вузовском городке Ташкента.
- «И. А. Райкова описала пять новых для Средней Азии видов растений. Её именем названы 10 новых видов растений и одна из вершин хребет Музкол на Восточном Памире»[1][2][3][7][8][9][14][6]:

### Растения, названные именем И. А. Райковой
- Acantholimon hilariae Ikonn. (1963) — Акантолимон Иларии

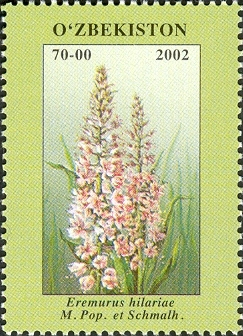
Эремурус Иларии

- Acantholimon raikoviae Czerniak. ex Lincz. (1986) — Акантолимон Райковой
- Clematis hilariae Kovalevsk. (1967) — Ломонос Иларии
- Corispermum hilariae Iljin (1936) — Верблюдка Иларии
- Cousinia hilariae Kult. (1929) — Кузиния Иларии
- Delphinium raikovae Pachom. (1972) — Живокость Райковой
- Eremurus hilariae Popov & Vved. (1924) — Эремурус Иларии
- Piptatherum hilariae Pazij (1948) — Ломкоостник Иларии
- Taraxacum raikoviae Vainberg (1991) — Одуванчик Райковой
- Tragacantha hilariae Boriss. (1937) = Astragalus dissectus B.Fedtsch. & N.R.Ivanov

## Избранные сочинения и некоторые публикации
- Райкова И. А. Кендырь / [Соч.] И.А.Райковой. — Комис. при Рос. акад. наук. — М.: 1-я Гос. тип., 1919. — 35 с. Материалы для изучения естеств. производ. сил России, изд. Комис. при Рос. акад. Наук
- Райкова И. А. Материалы по растительности озер Средней Азии / И. Райкова. — Ташкент, 1925. Тит. л. на рус. и нем. яз.; резюме на нем. яз. . — Отт. из: Бюл. Ср.-Азиат. гос. ун-та. 1925. № 8 . — 2-й экз. РНБ с автогр. авт. Коллекции: Международный сводный каталог русской книги (1918—1926)
- Баранов П. А., Райкова И. А. Дарваз и его культурная растительность / П. Баранов и И. Райкова. — Ташкент: Б. и, 1928. — 111 с. Резюме на нем. яз. . — «Из „Известий О-ва для изучения Таджикистана и ир. народностей за его пределами“, т. 1»
- Райкова И. А. Растительные ландшафты Памира / И. А. Райкова. — Ташкент: Средне-Азиат. гос. ун-та, 1930. — 24 с.Труды Средне-Азиатского государственного университета Серия 8-6. Ботаника; вып. 12
- Райкова И. А. Климат и растительность Памира / Проф. И. А. Райкова. — Л.: Тип. Акад. наук СССР, 1936. — 12 с. (Тезисы / Конф-ция по с.-х. освоению Памира)
- Райкова И. А. Сорные растения, вредители и болезни растений на полях Восточного Памира и их происхождение. — Ташкент: САГУ, 1953. — 80 с. Министерство культуры СССР. Среднеазиатский государственный университет. Памирская биологическая станция Института ботаники Академии наук Таджикской ССР. Труды. . Новая серия Биологические науки ; Вып. 41 Кн. 14
- Райкова Илария Алексеевна. Некоторые публикации. — Генеральный алфавитный каталог книг на русском языке (1725—1998). РНБ
- Райкова И. А. Некоторые публикации. — РОССИЙСКАЯ ГОСУДАРСТВЕННАЯ БИБЛИОТЕКА.